# Andrea Dovizioso
Andrea Dovizioso (Forlimpopoli, 23 de marzo de 1986), apodado como Dovi, es un expiloto italiano de motociclismo. Fue campeón del Campeonato Mundial de Motociclismo de 125 cc en 2004, subcampeón de 250 cc en 2006 y 2007, y tres veces subcampeón de la categoría reina de MotoGP en 2017, 2018 y 2019, y tercero en 2011, donde ha obtenido un total de 15 victorias, 62 podios, 7 Poles y 11 vueltas rápidas. En la temporada 2023 recibió la medalla MotoGP Legend, pasando a ser miembro del Hall of Fame de la FIM.
Desde 2008 hasta 2022 compitió en MotoGP para Repsol Honda Team, Ducati Team, Petronas Yamaha SRT y WithU Yamaha RNF. Se retiró como piloto titular en vista de no recibir una oferta que, a su modo de ver, no estaba a la altura de un piloto de su nivel. En 2025 firmó con el equipo Yamaha como piloto probador, asesor técnico y de rendimiento con un contrato hasta 2027.

## Biografía

### Inicios
Nacido en Forli, Andrea Dovizioso consiguió su primera minimoto después de ganar una apuesta a su padre, en la que Dovizioso tenía que montar en una bicicleta sin caerse.
Dovizioso correría en carreras de minimotos. Dovizioso jugaba también al fútbol, pero decidió dedicarse por completo al mundo de las dos ruedas.
La decisión se concretó con su entrada en el Aprilia Challenge, dos meses después de su decimocuarto cumpleaños. Dovizioso ganó la primera prueba que se realizaba en el circuito de Misano, y siguió durante toda la temporada, lo cual le llevó a ganar el campeonato.
Con quince años, Dovizioso consiguió ganar el Campeonato Europeo de Motociclismo, lo cual le valió el pase para entrar a competir en el Campeonato del mundo de Motociclismo.

### Categoría 125 cc
En el año 2001 Dovizioso con el Campeonato de Europa de 125cc ya ganado, compitió en su primera carrera del Campeonato del Mundo en Mugello, en la que se retiró. En 2002 compitió en el Campeonato del Mundo de Motociclismo con el Team Scot Honda, terminando 16.º en la clasificación final. Sus mejores resultados fueron dos 9.º puestos en Circuito de Le Mans y en Donington Park. Continuó con el equipo en 2003, terminando quinto en la clasificación final y la consecución de cuatro podios.
La temporada 2004 fue la más gloriosa para Dovizioso, empezó ganado en la primera carrera y continuo así durante toda la temporada para acabar al final de la misma con 5 victorias, 11 podiums, 8 poles y un total de 293 puntos con solo un abandono. Consiguió proclamarse definitivamente campeón en el circuito de Sepang.

### Categoría 250 cc
En 2005, Dovizioso se trasladó a la categoría de 250cc, continuando con el Team Scot Honda. La temporada de su debut, Dovi consigue cinco podios, 189 puntos y 3.º lugar en la clasificación general. Con todos esos logros Dovizioso ganó el premio de Novato del Año. En 2006 se quedó con el equipo, que pasaron a denominarse ahora como Humangest Racing. Él ganó dos carreras en Circuito de Montmeló y Circuito de Estoril y terminó en el podio 11 veces. Luchó por el campeonato hasta la última carrera de la temporada, pero tuvo que conformarse con el segundo puesto en la general, por detrás de Jorge Lorenzo. La temporada 2007, ganó dos carreras en Estambul y en Donington Park y a punto de conseguir una vez más el campeonato, pero terminó en 2.º lugar, una vez más.
Durante su última temporada en 250cc, Dovizioso es el piloto llamado a tomar el relevo de Valentino Rossi en el Campeonato del Mundo de Motociclismo, y llamado a ser uno de los grandes pilotos de su país como Giacomo Agostini, Loris Capirossi, Max Biaggi o Valentino Rossi.

### MotoGP
El 15 de septiembre de 2007, Dovizioso, anunció que iba a dar el salto a la categoría de MotoGP con su equipo actual en 2008. En su debut en la categoría reina, Dovizioso logró un cuarto lugar en la apertura de la temporada en Catar. A lo largo de la temporada de Dovi, fue uno de los pilotos de Honda más consistentes, colocando varias veces 4 y 5, y lograr una tercera plaza en el podio en el circuito de Sepang. Dovizioso terminó quinto en la clasificación final con un podio y 174 puntos y habiendo realizado la mejor temporada que un piloto en un equipo satélite nunca había hecho antes.
Para la temporada 2009, Dovizioso se convirtió en el piloto oficial del equipo Repsol Honda, en sustitución de Nicky Hayden, teniendo como compañero al español Daniel Pedrosa. La temporada comenzó bastante bien para Andrea, colocado siempre entre los 4 primeros, hasta que sufrió tres caídas consecutivas que privaron sus opciones de título, después consiguió recuperar todos esos puntos perdidos con su primera victoria en MotoGP en el GP de Gran Bretaña en mojado. A pesar de acabar en los puntos en muchas carreras, Dovizioso terminó con menos puntos que en su primera temporada en la clase reina, para terminar sexto en la clasificación final, por detrás de Colin Edwards.
Dovizioso tuvo un sólido inicio en la temporada 2010 de MotoGP, su segunda temporada con el equipo Repsol Honda, haciendo un podio en la primera carrera de la temporada en Catar. Más de tres podios seguidos a principios de año antes de que sus resultados decayó mitad de temporada. A pesar de esto, Dovizioso constantemente acumulaba puntos y consiguió su primera pole position en MotoGP en el Gran Premio de Japón en el Twin Ring Motegi. Luego pasó a terminar segundo en la carrera después de luchar por el triunfo. Dovizioso acabó otra vez segundo en la carrera siguiente en Malasia, en el circuito de Sepang. Dovizioso se retiró en Australia, y concluyó la temporada con tercer lugar en Portugal, y el quinto en Valencia, para terminar quinto en la clasificación final del campeonato, con una mejoría increíble respecto a su año anterior, pero todavía mejorable para el siguiente.
Andrea Dovizioso se quedó con Repsol Honda por tercera temporada consecutiva, montando en un equipo de tres motocicletas oficiales, junto con Casey Stoner y Dani Pedrosa. Dovizioso comenzó bien la temporada, con un cuarto lugar en Catar, después de una batalla larga carrera con Marco Simoncelli. En Jerez, Dovizioso experimenta un desgaste de los neumáticos grave y tuvo que hacer un cambio de neumáticos, donde decayó hacia el 12.º lugar en las condiciones de humedad. Consiguió un cuarto lugar en Portugal, con un adelantamiento final de la carrera de Valentino Rossi, antes de Le Mans se vio el mejor rendimiento Dovizioso en la temporada hasta ese punto. Después de haber ido en el sexto puesto, fue ayudado por la colisión entre Pedrosa y Simoncelli. A continuación, pasó a Jorge Lorenzo y Rossi en el camino a un segundo puesto. El cuarto lugar seguido en Cataluña, antes de que otro segundo lugar en Gran Bretaña, que se inició el quinto y llevó las primeras vueltas, antes de ser superado por Casey Stoner, su compañero de equipo. Dovizioso extendió su racha de cuatro carreras el podio después de la tercera en el Circuito de Assen y la segunda en su carrera de casa en Mugello.
Acabó en segundo lugar por cuarta vez en el año 2011, en la República Checa, después de una larga batalla con Simoncelli. Después de estrellarse en el Gran Premio de Aragón de Motociclismo, Dovizioso terminó quinto en Japón, tercero en Australia y la Comunidad Valenciana, mientras que la carrera de Malasia fue cancelada después de la muerte de Simoncelli.
Terminó la temporada detrás de Jorge Lorenzo y Casey Stoner, y mejor que su otro compañero de equipo, Dani Pedrosa, pero decidió trasladarse al equipo Tech 3 Yamaha para el 2012, junto Cal Crutchlow en un contrato de un año. Dovizioso se trasladó al equipo después de rechazar la oferta de una moto satélite de Honda, después de que Repsol Honda volviese a dos motos (Stoner y Pedrosa) para la temporada 2012.
En 2012 terminó la temporada en una meritoria 4.ª posición, tras Jorge Lorenzo, Dani Pedrosa y Casey Stoner.
En 2013 y tras la marcha de Valentino Rossi a Yamaha, Andrea firma por Ducati, teniendo como compañero al estadounidense Nicky Hayden como la Ducati no fue buena ese año acabó octavo sin podios. En 2014 la Ducati rinde mejor y acaba 5 puesto en campeonato mientras que su compañero Cal Crutchlow acaba 13. Hizo 2 podios un 3 en Austin y un 2 en Assen. En 2015 empieza bien y acaba segundo en las tres primeras carreras pero luego es irregular y solo hace 2 podios y 3.er puestos y finaliza séptimo mientras que su compañero Andrea Ianonne acaba quinto. En 2016 Ducati empieza con los mismos pilotos y aunque Dovi hiciera segundo en Catar, en Argentina acaba 13 porque en la última curva su compañero Ianonne lo tira. Y en Austin es tirado por Daniel Pedrosa en Jerez por un problema de motor se retira.
A finales de 2020, Dovizioso sin ofertas de equipos de MotoGP decidió tomarse un año sabático y centrarse en otra de sus grandes pasiones: el motocross, hasta que en marzo Aprilia anunció que Dovi haría varios test privados con la marca de Noale. Con Aprilia realizó tres test de dos días de duración, el primero lo realizó en Jerez, el segundo en Mugello sobre mojado y el tercero y último en Misano en el que compartió pista con otros pilotos probadores y pilotos de Superbikes. Estos test fueron realizados con el objetivo de ver una posible vuelta a MotoGP con la marca italiana, cosa que al final no se terminó concretando.
El 29 de agosto de 2021, Lin Jarvis director del Yamaha Motor Racing anunció la vuelta de Dovizioso a MotoGP en las filas del Petronas Yamanha SRT: Dovi pilotara a partir del Gran Premio de San Marino en la moto que dejara vacante Franco Morbidelli tras su ascenso al Monster Energy Yamaha MotoGP, ocupando la plaza que dejó libre Maverick Viñales tras su divorcio con Yamaha. En el acuerdo entre Dovizioso y Yamaha, incluye la temporada 2022 en la cual pilotara para el equipo que sucedera al Petronas Yamanha SRT. Finalmente el 16 de septiembre se oficializó su contratación para las cinco últimas carreras de la temporada y para toda la temporada 2022.

## Resultados

### Campeonato del mundo de motociclismo

#### Por temporada
| Temporada | Categoría | Moto           | Equipo                       | N.º   | Carreras | Victorias | Podios | Poles | V. Ráp. | Puntos | Pos. |
| --------- | --------- | -------------- | ---------------------------- | ----- | -------- | --------- | ------ | ----- | ------- | ------ | ---- |
| 2001      | 125cc     | Aprilia RS 125 | RCGM Rubicone Corse          | 51    | 1        | 0         | 0      | 0     | 0       | 0      | NC   |
| 2002      | 125cc     | Honda RS125R   | Scot Racing Team             | 34    | 16       | 0         | 0      | 0     | 0       | 42     | 16.º |
| 2003      | 125cc     | Honda RS125R   | Team Scot                    | 34    | 16       | 0         | 4      | 1     | 0       | 157    | 5.º  |
| 2004      | 125cc     | Honda RS125RW  | Kopron Team Scot             | 34    | 16       | 5         | 11     | 8     | 3       | 293    | 1.º  |
| 2005      | 250cc     | Honda RS250RW  | Team Scot                    | 34    | 16       | 0         | 5      | 0     | 1       | 189    | 3.º  |
| 2006      | 250cc     | Honda RS250RW  | Humangest Racing Team        | 34    | 16       | 2         | 11     | 2     | 4       | 272    | 2.º  |
| 2007      | 250cc     | Honda RS250RW  | Kopron Team Scot             | 34    | 17       | 2         | 10     | 2     | 3       | 260    | 2.º  |
| 2008      | MotoGP    | Honda RC212V   | JiR Team Scot MotoGP         | 4     | 18       | 0         | 1      | 0     | 0       | 174    | 5.º  |
| 2009      | MotoGP    | Honda RC212V   | Repsol Honda Team            | 4     | 17       | 1         | 1      | 0     | 0       | 160    | 6.º  |
| 2010      | MotoGP    | Honda RC212V   | Repsol Honda Team            | 4     | 18       | 0         | 7      | 1     | 1       | 206    | 5.º  |
| 2011      | MotoGP    | Honda RC212V   | Repsol Honda Team            | 4     | 17       | 0         | 7      | 0     | 1       | 228    | 3.º  |
| 2012      | MotoGP    | Yamaha YZR-M1  | Monster Yamaha Tech3         | 4     | 18       | 0         | 6      | 0     | 0       | 218    | 4.º  |
| 2013      | MotoGP    | Ducati GP13    | Ducati Team                  | 04    | 18       | 0         | 0      | 0     | 0       | 140    | 8.º  |
| 2014      | MotoGP    | Ducati GP14    | Ducati Team                  | 04    | 18       | 0         | 2      | 1     | 0       | 187    | 5.º  |
| 2015      | MotoGP    | Ducati GP15    | Ducati Team                  | 04    | 18       | 0         | 5      | 1     | 0       | 162    | 7.º  |
| 2016      | MotoGP    | Ducati GP16    | Ducati Team                  | 04    | 18       | 1         | 5      | 2     | 1       | 171    | 5.º  |
| 2017      | MotoGP    | Ducati GP17    | Ducati Team                  | 04    | 18       | 6         | 8      | 0     | 2       | 261    | 2.º  |
| 2018      | MotoGP    | Ducati GP18    | Ducati Team                  | 04    | 18       | 4         | 9      | 2     | 5       | 245    | 2.º  |
| 2019      | MotoGP    | Ducati GP19    | Mission Winnow Ducati        | 04    | 19       | 2         | 9      | 0     | 1       | 269    | 2.º  |
| 2020      | MotoGP    | Ducati GP20    | Ducati Team                  | 04    | 14       | 1         | 2      | 0     | 0       | 135    | 4.º  |
| 2021      | MotoGP    | Yamaha YZR-M1  | Petronas Yamaha SRT          | 04    | 5        | 0         | 0      | 0     | 0       | 12     | 24.º |
| 2022      | MotoGP    | Yamaha YZR-M1  | WithU Yamaha RNF MotoGP Team | 04    | 13       | 0         | 0      | 0     | 0       | 15     | 21.º |
| Total     | Total     | Total          | Total                        | Total | 345      | 24        | 103    | 20    | 22      | 3792   | 1    |

- * Temporada en curso.

#### Por categoría
| Categoría | Temporadas    | 1.er GP       | 1.er podio     | 1.ª victoria      | Carreras | Victorias | Podios | Poles | VR | Puntos | Títulos |
| --------- | ------------- | ------------- | -------------- | ----------------- | -------- | --------- | ------ | ----- | -- | ------ | ------- |
| 125 cc    | 2001–2004     | Italia 2001   | Sudáfrica 2003 | Sudáfrica 2004    | 49       | 5         | 15     | 9     | 3  | 492    | 1       |
| 250 cc    | 2005–2007     | España 2005   | Portugal 2005  | Cataluña 2006     | 49       | 4         | 26     | 4     | 8  | 721    | 0       |
| MotoGP    | 2008–presente | Catar 2008    | Malasia 2008   | Gran Bretaña 2009 | 247      | 15        | 62     | 7     | 11 | 2579   | 0       |
| Total     | 2001-presente | 2001-presente | 2001-presente  | 2001-presente     | 345      | 24        | 103    | 20    | 22 | 3792   | 1       |

#### Por posición
| Año  | Categoría | Moto    | 1       | 2       | 3       | 4       | 5       | 6       | 7       | 8       | 9       | 10      | 11      | 12      | 13      | 14      | 15      | 16      | 17      | 18      | 19    | 20  | Pos. | Pts. |
| ---- | --------- | ------- | ------- | ------- | ------- | ------- | ------- | ------- | ------- | ------- | ------- | ------- | ------- | ------- | ------- | ------- | ------- | ------- | ------- | ------- | ----- | --- | ---- | ---- |
| 2001 | 125 cc    | Aprilia | JPN     | RSA     | SPA     | FRA     | ITA Ret | CAT     | NED     | GBR     | GER     | CZE     | POR     | VAL     | PAC     | AUS     | MAL     | BRA     |         |         |       |     | NC   | 0    |
| 2002 | 125 cc    | Honda   | JPN Ret | RSA 10  | SPA Ret | FRA 9   | ITA 12  | CAT Ret | NED 11  | GBR 9   | GER 13  | CZE 21  | POR Ret | BRA 13  | PAC Ret | MAL     | AUS     | VAL 17  |         |         |       |     | 16.º | 42   |
| 2003 | 125 cc    | Honda   | JPN 5   | RSA 2   | SPA 9   | FRA 3   | ITA 4   | CAT Ret | NED 10  | GBR 2   | GER 7   | CZE 6   | POR 8   | BRA 6   | PAC 3   | MAL 13  | AUS Ret | VAL 8   |         |         |       |     | 5.º  | 157  |
| 2004 | 125 cc    | Honda   | RSA 1   | SPA 4   | FRA 1   | ITA 4   | CAT 2   | NED 4   | BRA 3   | GER 4   | GBR 1   | CZE 2   | POR Ret | JPN 1   | QAT 2   | MAL 2   | AUS 1   | VAL 2   |         |         |       |     | 1.º  | 293  |
| 2005 | 250 cc    | Honda   | SPA 4   | POR 2   | CHN 2   | FRA 3   | ITA 8   | CAT 3   | NED 7   | GBR 7   | GER 4   | CZE 6   | JPN 6   | MAL Ret | QAT 3   | AUS 5   | TUR 5   | VAL 9   |         |         |       |     | 3.º  | 189  |
| 2006 | 250 cc    | Honda   | SPA 3   | QAT 2   | TUR 3   | CHN 2   | FRA 2   | ITA 3   | CAT 1   | NED 3   | GBR 6   | GER 4   | CZE 2   | MAL 2   | AUS 4   | JPN 4   | POR 1   | VAL 7   |         |         |       |     | 2.º  | 272  |
| 2007 | 250 cc    | Honda   | QAT 5   | SPA 3   | TUR 1   | CHN 3   | FRA 2   | ITA 4   | CAT 3   | GBR 1   | NED 4   | GER 5   | CZE 2   | RSM Ret | POR 2   | JPN 2   | AUS 3   | MAL 11  | VAL 4   |         |       |     | 2.º  | 260  |
| 2008 | MotoGP    | Honda   | QAT 4   | SPA 8   | POR Ret | CHN 11  | FRA 6   | ITA 8   | CAT 4   | GBR 5   | NED 5   | GER 5   | USA 4   | CZE 9   | RSM 8   | IND 5   | JPN 9   | AUS 7   | MAL 3   | VAL 4   |       |     | 5.º  | 174  |
| 2009 | MotoGP    | Honda   | QAT 5   | JPN 5   | SPA 8   | FRA 4   | ITA 4   | CAT 4   | NED Ret | USA Ret | GER Ret | GBR 1   | CZE 4   | IND 4   | RSM 4   | POR 7   | AUS 6   | MAL Ret | VAL 8   |         |       |     | 6.º  | 160  |
| 2010 | MotoGP    | Honda   | QAT 3   | SPA 6   | FRA 3   | ITA 3   | GBR 2   | NED 5   | CAT 14  | GER 5   | USA 4   | CZE Ret | IND 5   | RSM 4   | ARA Ret | JPN 2   | MAL 2   | AUS Ret | POR 3   | VAL 5   |       |     | 5.º  | 206  |
| 2011 | MotoGP    | Honda   | QAT 4   | SPA 12  | POR 4   | FRA 2   | CAT 4   | GBR 2   | NED 3   | ITA 2   | GER 4   | USA 5   | CZE 2   | IND 5   | RSM 5   | ARA Ret | JPN 5   | AUS 3   | MAL C   | VAL 3   |       |     | 3.º  | 228  |
| 2012 | MotoGP    | Yamaha  | QAT 5   | SPA 5   | POR 4   | FRA 7   | CAT 3   | GBR 19  | NED 3   | GER 3   | ITA 3   | USA 4   | IND 3   | CZE 4   | RSM 4   | ARA 3   | JPN 4   | MAL 13  | AUS 4   | VAL 6   |       |     | 4.º  | 218  |
| 2013 | MotoGP    | Ducati  | QAT 7   | AME 7   | SPA 8   | FRA 4   | ITA 5   | CAT 7   | NED 10  | GER 7   | USA 9   | IND 10  | CZE 7   | GBR Ret | RSM 8   | ARA 8   | MAL 8   | AUS 9   | JPN 10  | VAL 9   |       |     | 8.º  | 140  |
| 2014 | MotoGP    | Ducati  | QAT 5   | AME 3   | ARG 9   | SPA 5   | FRA 8   | ITA 6   | CAT 4   | NED 2   | GER 8   | IND 7   | CZE 6   | GBR 5   | SMR 4   | ARA Ret | JPN 5   | AUS 4   | MAL 8   | VAL 4   |       |     | 5.º  | 187  |
| 2015 | MotoGP    | Ducati  | QAT 2   | AME 2   | ARG 2   | SPA 9   | FRA 3   | ITA Ret | CAT Ret | NED 12  | GER Ret | IND 9   | CZE 6   | GBR 3   | SMR 8   | ARA 5   | JPN 5   | AUS 13  | MAL Ret | VAL 7   |       |     | 7.º  | 162  |
| 2016 | MotoGP    | Ducati  | QAT 2   | ARG 13  | AME Ret | SPA Ret | FRA Ret | ITA 5   | CAT 7   | NED Ret | GER 3   | AUT 2   | CZE Ret | GBR 6   | SMR 6   | ARA 11  | JPN 2   | AUS 4   | MAL 1   | VAL 7   |       |     | 5.º  | 171  |
| 2017 | MotoGP    | Ducati  | QAT 2   | ARG Ret | AME 6   | SPA 5   | FRA 4   | ITA 1   | CAT 1   | NED 5   | GER 8   | CZE 6   | AUT 1   | GBR 1   | RSM 3   | ARA 7   | JPN 1   | AUS 13  | MAL 1   | VAL Ret |       |     | 2.º  | 261  |
| 2018 | MotoGP    | Ducati  | QAT 1   | ARG 6   | AME 5   | SPA Ret | FRA Ret | ITA 2   | CAT Ret | NED 4   | GER 7   | CZE 1   | AUT 3   | GBR C   | RSM 1   | ARA 2   | THA 2   | JPN 18  | AUS 3   | MAL 6   | VAL 1 |     | 2.º  | 245  |
| 2019 | MotoGP    | Ducati  | QAT 1   | ARG 3   | AME 4   | SPA 4   | FRA 2   | ITA 3   | CAT Ret | NED 4   | GER 5   | CZE 2   | AUT 1   | GBR Ret | RSM 6   | ARA 2   | THA 4   | JPN 3   | AUS 7   | MAL 3   | VAL 4 |     | 2.º  | 269  |
| 2020 | MotoGP    | Ducati  | QAT C   | SPA 3   | AND 6   | CZE 11  | AUT 1   | EST 5   | RSM 7   | ERM 8   | CAT Ret | FRA 4   | ARA 7   | TER 13  | EUR 8   | VAL 8   | POR 6   |         |         |         |       |     | 4.º  | 135  |
| 2021 | MotoGP    | Yamaha  | QAT     | DOH     | POR     | SPA     | FRA     | ITA     | CAT     | GER     | NED     | EST     | AUT     | GBR     | ARA     | RSM 21  | AME 13  | ERM 13  | ALG 14  | VAL 12  |       |     | 24.º | 12   |
| 2022 | MotoGP    | Yamaha  | QAT 14  | INA Ret | ARG 20  | AME 15  | POR 11  | SPA 17  | FRA 16  | ITA 20  | CAT Ret | GER 14  | NED 16  | GBR 16  | AUT 15  | RSM 12  | ARA     | JPN     | THA     | AUS     | MAL   | VAL | 21.º | 15   |

| Color     | Resultado                                                               |
| --------- | ----------------------------------------------------------------------- |
| Oro       | Ganador                                                                 |
| Plata     | 2.ª plaza                                                               |
| Bronce    | 3.ª plaza                                                               |
| Verde     | Finalizó en los puntos                                                  |
| Azul      | Finalizó sin puntos                                                     |
| Azul      | NC - No clasificado                                                     |
| Violeta   | Ret - No terminó (Carrera)                                              |
| Rojo      | DNQ - No se clasificó                                                   |
| Negro     | DSQ - Descalificado                                                     |
| Blanco    | DNS - No empezó (carrera)                                               |
| Blanco    | WD - Retirado (fin de semana)                                           |
| Blanco    | C - Carrera cancelada                                                   |
| Sin color | DNP - Inscrito pero no participó                                        |
| Sin color | INJ - Lesionado                                                         |
| Sin color | EX - Excluido                                                           |
| Estado    | Resultado                                                               |
| Negrita   | Pole position                                                           |
| Cursiva   | Vuelta rápida                                                           |
| x         | Posición en carrera sprint                                              |
| †         | Abandona, pero clasifica al completar el porcentaje requerido para ello |

### Deutsche Tourenwagen Masters
(Clave) (negrita indica pole position) (cursiva indica vuelta rápida)

| Año     | Equipo              | Automóvil          | 1    | 2    | 3    | 4    | 5       | 6       | 7    | 8    | 9    | 10   | 11   | 12   | 13   | 14   | 15   | 16   | 17   | 18   | Pos. | Pts. |
| ------- | ------------------- | ------------------ | ---- | ---- | ---- | ---- | ------- | ------- | ---- | ---- | ---- | ---- | ---- | ---- | ---- | ---- | ---- | ---- | ---- | ---- | ---- | ---- |
| 2019    | Audi Sport Team WRT | Audi RS5 Turbo DTM | HOC1 | HOC2 | ZOL1 | ZOL2 | MIS1 12 | MIS2 15 | NOR1 | NOR2 | ASS1 | ASS2 | BRH1 | BRH2 | LAU1 | LAU2 | NÜR1 | NÜR2 | HOC1 | HOC2 | 19.º | 0    |
| Fuente: |                     |                    |      |      |      |      |         |         |      |      |      |      |      |      |      |      |      |      |      |      |      |      |